# Flugtechnischer Verein Dresden
Der Flugtechnische Verein Dresden (FVD) war ein deutscher Segelflugzeughersteller, aus dem sich 1924 die Akaflieg Dresden gründete.

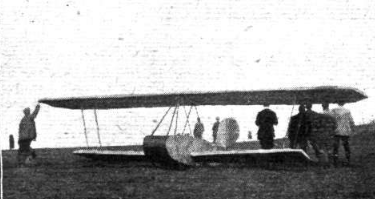
FVD Stehaufchen (1922)

## Geschichte
Der Verein wurde 1919 oder 1920 an der Technischen Hochschule in Dresden von flugbegeisterten Studenten gegründet. Nachdem 1920 der Dresdener Wolfgang Klemperer im Namen des FVD in der Flugsport zum ersten Rhönwettbewerb aufgerufen hatte, stellte der Flugtechnische Verein Dresden dort das nötige Personal für die Veranstaltung.
Im folgenden Jahr nahm der FVD mit einer von Horst Muttray, Reinhold Seifert und Rudolf Spies entworfenen FVD-Eigenkonstruktion am Wettbewerb teil. Professor Pöppl hatte für den Bau an der TH Arbeitsräume und eine Werkstatt zur Verfügung gestellt. Die Doppeldecker-Konfiguration wurde aus Festigkeitsgründen und für den Eisenbahntransport gewählt, der als maximale Abmessung des Frachtgutes 4,20 m zuließ. Der erste Flug erfolgte am 23. August 1921 auf der Wasserkuppe. Die drei Konstrukteure wurden mit 1500 Mark Preisgeld ausgezeichnet und die Konstrukteure erlangten die Qualifikation für die Segelfliegerausweise Nummer 13, 14 und 15. Ihr grundsolides Fluggerät erhielt die Spitznamen Stehaufchen und Schweinebauch.
Für den 3. Rhönwettbewerb 1922 entwarfen Horst Muttray und Reinhold Seifert den Schulterdecker FVD Doris mit Flügelsteuerung, der allerdings bei der technischen Abnahme zu Bruch geflogen wurde. Stehaufchen gewann den ersten Preis für Flugdauer und einen zweiten für eine zurückgelegte Flugstrecke von 2,7 Kilometern.
Für den nächsten Wettbewerb wurde 1923 die FVD Falke entwickelt. Mit 10,6 Metern Spannweite lag sie zwischen den beiden ersten Fluggeräten. Allerdings machten die drei FVD-Maschinen beim Abnahmeflug Bruch.
Der Verein hatte ein eigenes Fluggelände bei Geising im Erzgebirge. Am 14. April 1924 gründeten Mitglieder der FVD die bereits als Untergruppe existierende Akademische Fliegergruppe Dresden („Akaflieg Dresden“) als selbstständiger Verein. Die Akaflieg benannte ihre Entwürfe mit D-B für „Dresdner Baumuster“ und begann 1924 mit der Nummer 4, wodurch die FVD-Konstruktionen symbolisch in die Akaflieg-Nummerierung eingeschlossen wurden.

## Entwürfe von Gleitflugzeugen

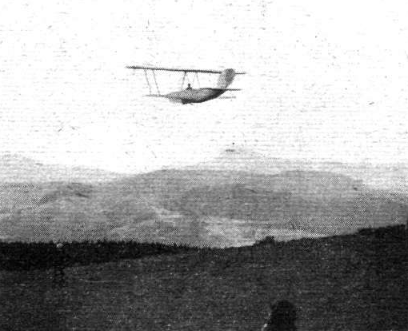
FVD Stehaufchen (Rhön, 1922)

- FVD Stehaufchen, 1921 – Doppeldecker mit 8 und 9 (1922) Metern Spannweite, Gleitzahl 8.
- FVD Doris, 1922 – Eindecker mit 12,2 Metern Spannweite, Gleitzahl 14,6.
- FVD Falke, 1923 – Eindecker mit 10,6 Metern Spannweite.